# Trouble (album, Whitesnake)
Trouble je první studiové album britské rockové skupiny Whitesnake, vydané v říjnu 1978. Na tomto albu hraje také dřívější spoluhráč Davida Coverdala z Deep Purple Jon Lord.

## Seznam skladeb
1. "Take Me With You" (David Coverdale, Micky Moody) – 4:45
2. "Love to Keep You Warm" (Coverdale) – 3:44
3. "Lie Down (A Modern Love Song)" (Coverdale, Moody) – 3:14
4. "Day Tripper" (John Lennon, Paul McCartney) – 3:47
5. "Nighthawk (Vampire Blues)" (Coverdale, Bernie Marsden) – 3:39
6. "The Time Is Right for Love" (Coverdale, Moody, Marsden) – 3:26
7. "Trouble" (Coverdale, Marsden) – 4:48
8. "Belgian Tom's Hat Trick" (Moody) – 3:26
9. "Free Flight" (Coverdale, Marsden) – 4:06
10. "Don't Mess With Me" (Coverdale, Moody, Marsden, Neil Murray, Jon Lord, Dave Dowle) – 3:25

## Sestava
- David Coverdale – zpěv
- Micky Moody – kytara
- Bernie Marsden – elektrická kytara, zpěv v "Free Flight"
- Neil Murray – basová kytara
- Jon Lord – klávesy
- Dave Dowle – bicí